# جوسيف سفوبودا
جوسيف سفوبودا (بالتشيكية: Josef Svoboda)‏ (و. 1920 – 2002 م) هو مخرج مسرحي، وتربوي، وممثل، ومهندس معماري، من التشيك، توفي في براغ، عن عمر يناهز 82 عاماً.

## جوائز
حصل على جوائز منها:
- الفنان الوطني لجمهورية تشيكوسلوفاكيا  [لغات أخرى]‏ (1968)
- Order of Labour (Czechoslovakia)  [لغات أخرى]‏
- ميدالية بوهيميا لأصحاب الحرف  [لغات أخرى]‏.

## وصلات خارجية
- جوسيف سفوبودا على موقع IMDb (الإنجليزية)
- جوسيف سفوبودا على موقع IMDb (الإنجليزية)
- جوسيف سفوبودا على موقع قاعدة بيانات برودواي على الإنترنت (الإنجليزية)
- جوسيف سفوبودا على موقع قاعدة بيانات الأفلام السويدية (السويدية)
- جوسيف سفوبودا على موقع ديسكوغز (الإنجليزية)
- جوسيف سفوبودا على موقع قاعدة بيانات الفيلم (الإنجليزية)
- جوسيف سفوبودا على موقع كينوبويسك (الروسية)